# Флокулярія Рікена
Флокулярія Рікена (Floccularia rickenii) — вид грибів роду Флокулярія (Floccularia). Сучасну біномінальну назву надано у 1974 році. 

## Будова
Товста м’ясиста шапинка діаметром 7–12 см. Вона спочатку напівкуляста, згодом опукло-розпростерта. Поверхня суха, матова, вкрита залишками загального покривала у вигляді концентрично розташованими конусоподібними 3–8-гранними бородавками розміром 0,5–5 мм, що легко злущуються при підсиханні. Край шапинки загнутий, згодом прямий, часто з залишками покривала. Спочатку шапинка біла, згодом кремово-біла, посередині темніша, сірувато-солом’яно-жовта, блідолимонно-сірувата. Тонкі густі пластинки прирослі, іноді злегка спускаються на ніжку. Вони спочатку білі, згодом блідо-кремові з лимонним відтінком. Спори безбарвні, часто з краплею олії. Споровий порошок кремовий.  Центральна циліндрична ніжка 2–4×0,6–0,8 см має бульбоподібно розширену до 2–4 см основу. Вона вгорі гола, нижче вкрита залишками загального покривала в вигляді пластівчастих бородавок розміром 0,5–3 мм, які у верхній частині ніжки утворюють невиразне кільце, що швидко зникає. М’якуш щільний, білий, на зламі не змінюється, з приємним грибним запахом, смак солодкуватий. Пряжки є. 

## Життєвий цикл
Плодові тіла з’являються в червні-жовтні.

## Поширення та середовище існування
Росте у Європі. В Україні відомий з Правобережного та Лівобережного злаково-лучного Степу, а також Правобережного та Лівобережного злакового Степу у штучних насадженнях білої акації (Robinia pseudoacacia) та природних угрупованнях клена татарського (Acer tataricum) на пісках.

## Практичне використання
Їстівний гриб.

## Природоохоронний статус
Включений до третього видання Червоної книги України (2009 р.). Охороняється в Дніпровсько-Орільському природному заповіднику.